# Tortula
Tortula là một chi rêu trong họ Pottiaceae.